# Allan Shivers
Robert Allan Shivers (5 de outubro de 1907 - 14 de janeiro de 1985) foi o 37º governador do estado americano de Texas, de 1949 a 15 de janeiro de 1957.